# Chiara Colosimo
Pour les articles homonymes, voir Colosimo.
Chiara Colosimo, née le 2 juin 1986, est une femme politique italienne des Frères d'Italie élue membre de la Chambre des députés en 2022. Depuis 2023, elle préside la Commission antimafia.

## Biographie
Originaire de Rome, Chiara Colosimo suit en politique le parcours balisé par son frère ainé. Elle entre adolescente dans les mouvements d'extrême droite, et est élue à 23 ans au conseil régional du Latium et ensuite à la chambre des députés. Elle est réputée très proche de Giorgia Meloni, présidente du conseil et donc cheffe du gouvernement d'Italie.
Lors des élections politiques anticipées de 2022, elle est candidate à la Chambre des députés dans la circonscription uninominale Lazio 2 - 03 (2020) (it), soutenue par la coalition de centre-droit des élections de  2018 (it) dans le quota des Frères d'Italie, et est élue députée avec 54,51 % des voix, battant les candidats de coalition de centre gauche Tommaso Malandruccolo (19,58 %) et Gianluca Bono du Mouvement 5 étoiles (15,64 %). Au cours de la 19e législature, elle est membre de la Commission des affaires sociales (it) et Présidente de la Chambre des députés jusqu'à son élection comme présidente de la  Commission parlementaire antimafia, élue le 23 mai 2023 avec 29 voix sur 50.
Son élection est critiquée en raison des relations qu'elle entretient avec l'ancien terroriste néofasciste de la NAR Luigi Ciavardini, condamné pour le massacre de Bologne. À la suite de la protestation contre son élection par plusieurs proches de victimes de massacres mafieux et terroristes (dont Salvatore Borsellino), la quasi-totalité des forces d'opposition n'ont pas participé au vote en signe de protestation,. Colosimo, pour sa part, a déclaré avoir rencontré Ciavardini en raison du rôle de ce dernier en tant que président d'une association qui s'occupe de la réhabilitation des anciens détenus.
Le Mouvement 5 étoiles (M5S) au sein de la commission et les familles des victimes ont demandé sa démisison, considérant que sa présidence ternissait la crédibilité de la Commission Antimafia et sa réputation internationale. notamment du fait que son oncle l'avocat Paolo Colosimo, radié du barreau en 2022 a été condamné pour ses relations avec des chefs de la N'Drangheta. L'ancien juge antimafia et sénateur Roberto Scarpinato, Stefania Ascari, Federico Cafiero de Raho, Francesco Castiello, Michele Gubitosa et Luigi Nave, représentants du M5S au sein de la commission parlementaire antimafia  ont rédigé une note dans ce sens, affirmant que la prise de distance alléguée par la présidente de la commission ne suffit pas et qu'elle devrait démissionner.
Chiara Colosimo a intenté un procès le 19 mars 2025 contre Saverio Lodato, journaliste spécialiste des questions de la mafia, qui l'a décrite comme amie de Luigi Ciavardini et révélé l'affaire au cours de l'émission Otto e mezzo sur La7 le 23 octobre 2024. Saverio Lodate affirmait que les récentes enquêtes judiciaires relevaient la présence de groupes d'extrême droite durant les massacres de Capaci et de Via d'Amelio en 1992. 